# Оргоєшть
Оргоєшть, Оргоєшті (рум. Orgoiești) — село у повіті Васлуй в Румунії. Входить до складу комуни Богденешть.
Село розташоване на відстані 260 км на північний схід від Бухареста, 16 км на південь від Васлуя, 74 км на південь від Ясс, 121 км на північ від Галаца.

## Населення
За даними перепису населення 2002 року у селі проживали 212 осіб, усі — румуни. Усі жителі села рідною мовою назвали румунську.